# Noemeto
Noemeto is een bestuurslaag in het regentschap Timor Tengah Selatan van de provincie Oost-Nusa Tenggara, Indonesië. Noemeto telt 1661 inwoners (volkstelling 2010).